# Palácio da cidade de Potsdam

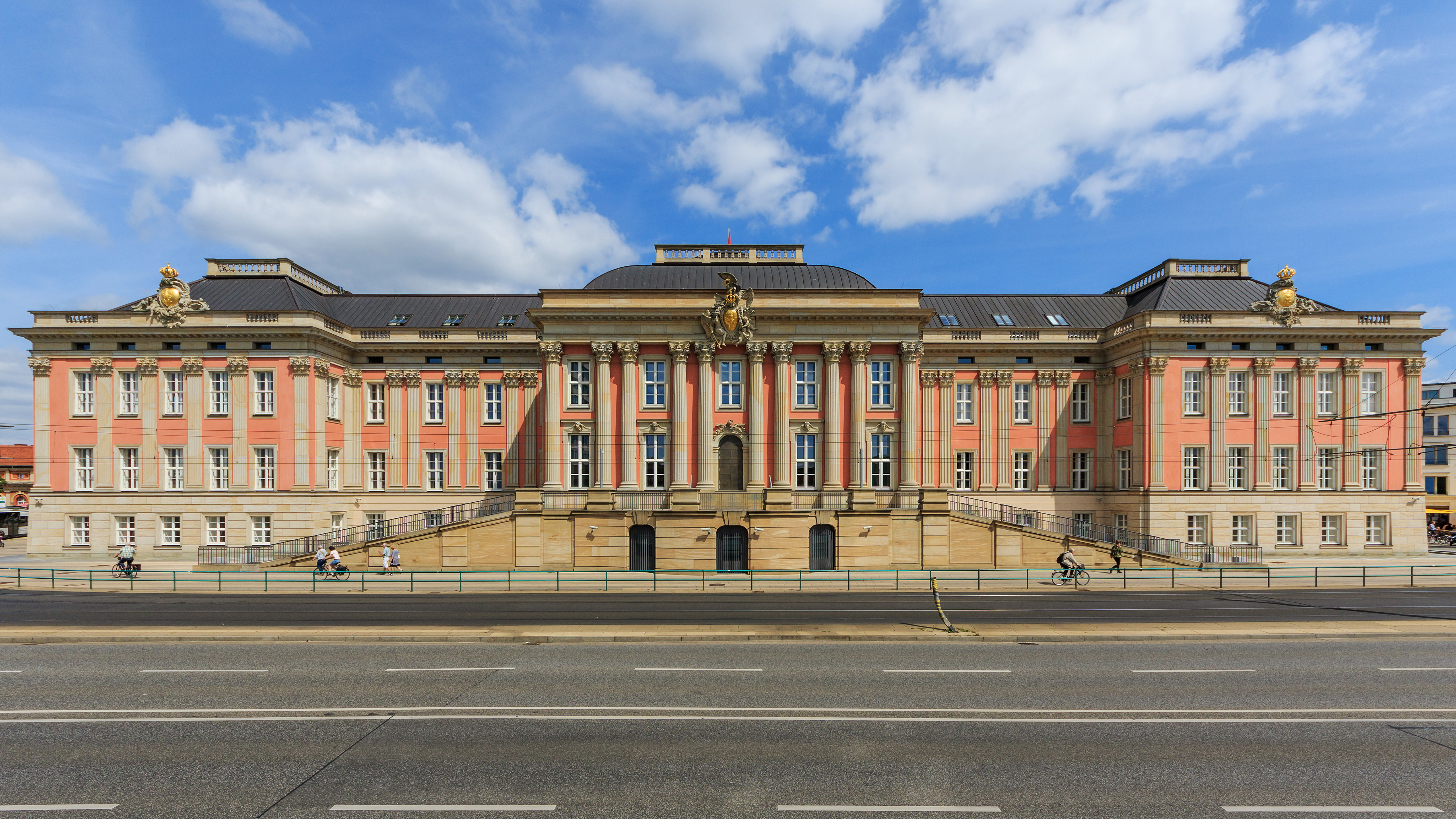
Fachada do jardim do Palácio da cidade de Potsdam, 2017.

O Palácio da cidade de Potsdam é um edifício no "Alter Markt" ("Mercado Velho"), uma praça no centro da cidade de Potsdam.

## Visão geral
Como um conjunto arquitetônico de jardins de lazer como a "bacia de Netuno", estábulos e palácios de lazer ao redor, o Palácio da Cidade de Potsdam era de importância nacional. Jardins, arquitetura e mobiliário de quarto original mostraram as diferentes concepções de diferentes épocas com formas de design do Barroco (Schlüter), Rococó Frederico (Knobelsdorff), e Classicismo (Schadow).
Visto de fora, o palácio de hoje é uma extensa reconstrução do edifício do palácio, que foi destruído em 1945 e demolido na época da RDA, e que foi em grande parte construído pelo arquiteto Knobelsdorff em 1751. A reconstrução, inaugurada em janeiro de 2014, serve como sede do Parlamento do Estado de Brandemburgo e tem um design interior funcional projetado por Peter Kulka. A reconstrução da fachada barroca foi possível graças ao empenho cívico, sobretudo por Günther Jauch (Fortunaportal) e a uma grande doação de 20 milhões de euros do fundador da SAP SE, Hasso Plattner.